# 隆巴尔
隆巴尔（法語：Lombard，法語發音：[lɔ̃baʁ]）是法国汝拉省的一个市镇，属于隆斯勒索涅区。

## 地理
隆巴尔（46°47'8"N, 5°30'27"E）面积5.41 平方千米，位于法国勃艮第-弗朗什-孔泰大區汝拉省，该省份为法国东部内陆省份，北起上索恩省，西北接科多尔省，西临索恩-卢瓦尔省，南至安省，东与杜省和瑞士接壤。
与隆巴尔接壤的市镇（或旧市镇、城区）包括：勒卡诺、塞耶河畔吕费、樊尚-弗鲁瓦德维尔、阿尔莱。

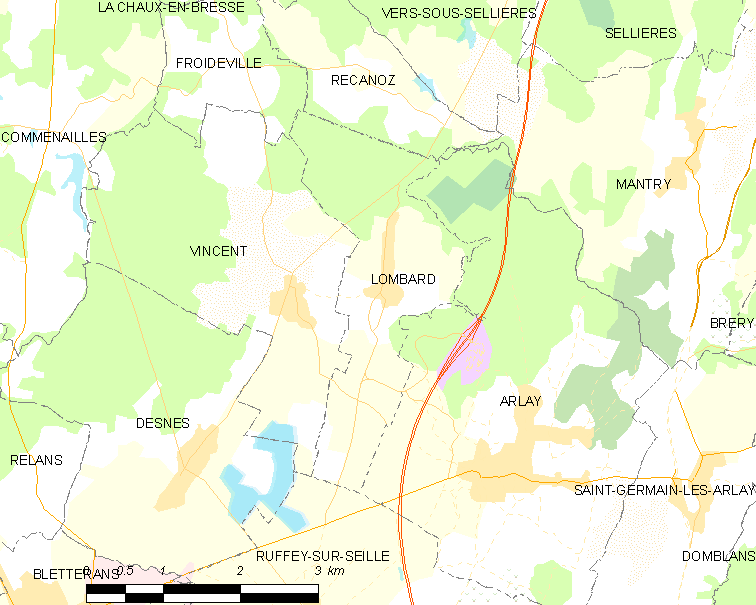
隆巴尔的OSM定位图

隆巴尔的时区为UTC+01:00、UTC+02:00（夏令时）。

## 行政
隆巴尔的邮政编码为39230，INSEE市镇编码为39296。

## 政治
隆巴尔所属的省级选区为布莱特朗县。

## 人口

1962-2008年间隆巴尔人口变化图示

隆巴尔于2022年1月1日时的人口数量为211人。